# 鈴ヶ森刑場
鈴ヶ森刑場（すずがもりけいじょう）は、東京都品川区南大井にかつて存在した刑場。江戸時代には、江戸の北の入口（日光街道）沿いに設置されていた小塚原刑場とともに、南の入口（東海道）沿いに設置されていた刑場であった。
元々この付近は海岸線の近くにあった1本の老松にちなんで「一本松」と呼ばれていたが、この近くにある鈴ヶ森八幡（現在の磐井神社）の社に鈴石（振ったりすると音がする酸化鉄の一種）があったことから、「鈴ヶ森」と呼ばれるようになったという。
また、異説には刑場が設けられる以前の慶長5年（1600年）、関ヶ原に向かう徳川家康に庄司甚右衛門が目通りした際に磐井神社近辺で陰間茶屋を設けて徳川軍一行をもてなし、暖簾の端に鈴を結び付けて出入りする時に鳴るようにした。その音が鳴り響いたことから呼ばれたという。

## 歴史

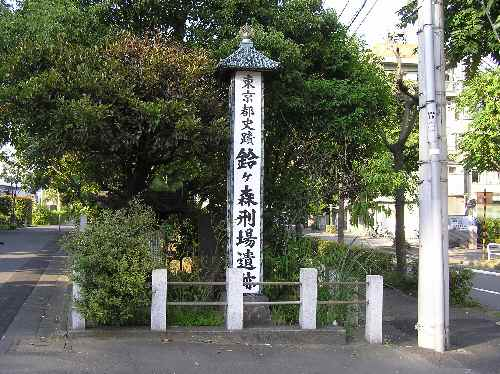
鈴ヶ森刑場。大森海岸駅から第一京浜を北上すると看板が立っている。

1615年（慶長20年）に高輪大木戸近くに開設された芝高輪刑場、芝口門（札ノ辻）に作られた芝口札ノ辻刑場が、手狭になったため、1651年（慶安4年）開設される。
1695年（元禄8年）測量された検地では、間口40間（74メートル）、奥行9間（16.2メートル）、であったという。1871年（明治4年）閉鎖される。220年の間に10万人から20万人もの罪人が処刑されたと言われているが、はっきりした記録は残されていない。当時は東京湾沿いにあり、刑場近くの海で水磔による処刑も行われたとの記録も残されている。
当時の東海道沿いの、江戸の入り口とも言える場所にあるが、刑場設置当時浪人が増加し、それにともない浪人による犯罪件数も急増していたことから、江戸に入る人たち、とくに浪人たちに警告を与える意味でこの場所に設置したのだと考えられている。
最初の処刑者は江戸時代の反乱事件慶安の変の首謀者のひとり丸橋忠弥であるとされている。反乱は密告によって未然に防がれ、忠弥は町奉行によって寝込みを襲われた際に死んだが、改めて磔刑にされた。その後も、平井権八や天一坊、八百屋お七といった人物がここで処刑された。

## 現在
東海道を継承している第一京浜（国道15号）の傍らにあり、隣接する大経寺の境内となっている。刑場跡は自由に見学できる。
当時の広さはないが、現在も井戸や、火炙用の鉄柱や磔用の木柱を立てた礎石などが残されている。なお、礎石の位置はかつてあった場所から移動され、供花台も設置されて、一種の供養碑の役割も果たしている。
1954年に東京都指定文化財の指定を受けた。

### ギャラリー

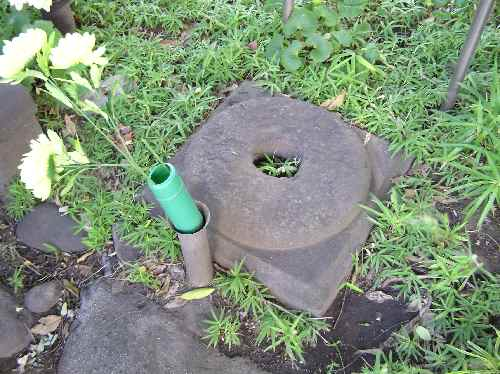
火炙り柱用の礎石。穴は丸い。
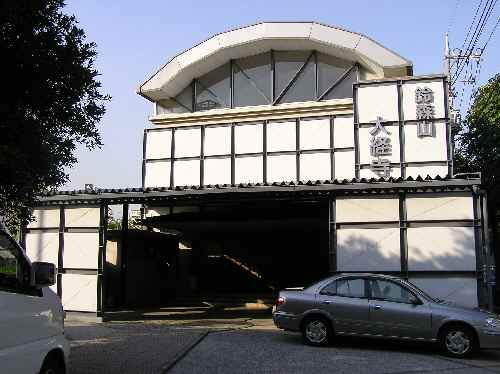
鈴森山大経寺

## アクセス
- 国道15号
- 京急本線・大森海岸駅もしくは立会川駅から徒歩10分程度
- 首都高速1号羽田線鈴ヶ森出入口